# Christian Unger (Bildhauer)
Johann Christian Unger (* 20. September 1746 in Spandau; † 6. Dezember 1823 oder 1827 in Berlin) war ein deutscher Bildhauer.
Johann Christian Unger machte seine Ausbildung an der Hofbildhauerwerkstatt in Berlin. Ab 1775 arbeitete er unter Antoine Tassaert und ab 1788 unter dessen Nachfolger Gottfried Schadow. Als Mitarbeiter in der Hofbildhauerwerkstatt schuf er viele Porträtbüsten, darunter 1806 eine Büste Friedrichs II. in Marmor, sowie Marmorbüsten von Friedrich Wilhelm II., Friedrich Wilhelm III., der Königin und der Prinzen des Hauses. Zu seinen Werken gehörten auch kleinere und größere mythologische Figuren und Gruppen, u. a. „Abraham und Isaac auf Moria“ in Marmor. Das Basrelief der vorderen Front der Attika des Brandenburger Tores fertigte er zusammen mit Conrad Nicolaus Boy nach Zeichnung von Bernhard Rodes. Für Schadows Wohnhaus fertigte er zusammen mit seinem Kollegen Heinrich Wichmann einen Ornamentfries.
Ungers Tochter Friederike wurde von Schadow 1802 als „Die Hoffnung“ dargestellt. Unger wurde 1804 zum königlicher Bildhauer ernannt. Zu der Zeit war er der älteste Werkstattgehilfe Schadows, neben den jüngeren Carl Friedrich Hagemann, Christian Friedrich Tieck, Rudolf Schadow und Christian Daniel Rauch.